# Niente da perdere (Alessandro Casillo)
Niente da perdere  è un brano musicale interpretato dal cantante italiano Alessandro Casillo e pubblicato come singolo apripista del suo secondo album #Ale. Presentato in anteprima alla trasmissione canora Io canto di Canale 5 il 20 ottobre 2013.
Il brano racconta di un amore finito e del vuoto che lascia dentro di sé.

## Il video
Il video è stato girato da Gynoide Productions e rappresenta l'incontro con una ragazza.